# Слит-дръм
Слит-дръм (често наричано неправилно слит-гонг) е музикален перкусионен инструмент от гупата на дървените идиофони.
Слит-дръм е вид дървен барабан, състоящ се от кух пън на голямо дърво, на който са направени два правоъгълни отвора един до друг.
Именно по повърхността, където са отворите, се свири посредством удари с дървени палки.